# Markus Reinecke (Kaufmann)

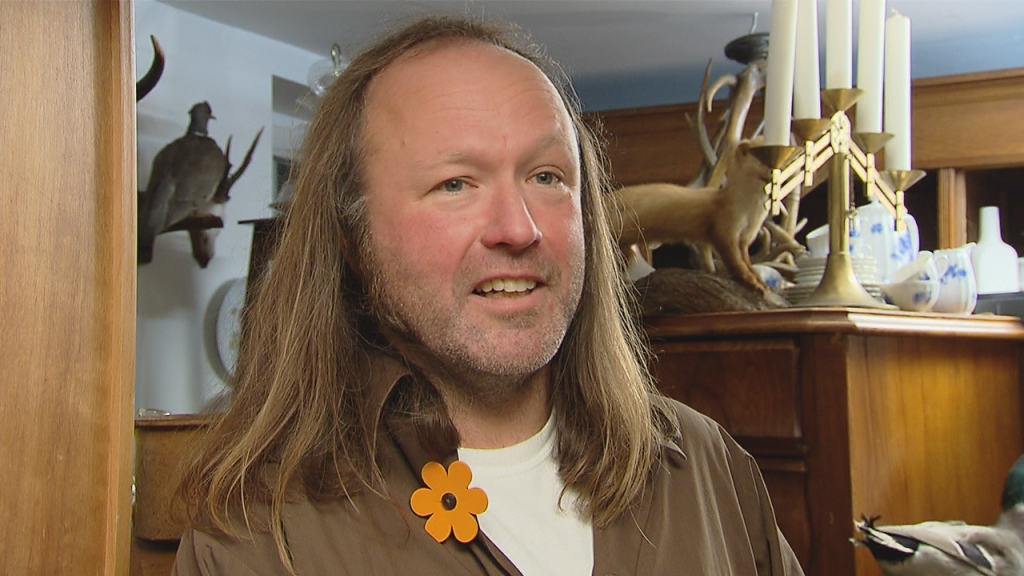
Markus Reinecke (2010)

Markus Reinecke, auch Trödelfuchs genannt, (* 22. Januar 1969 in Hildesheim) ist ein deutscher Trödel- und Antiquitätenhändler, der durch seine Fernsehauftritte als Sachverständiger für Trödel bekannt wurde.

## Leben
Markus Reinecke wuchs in Hildesheim auf. Nach seiner Schulzeit absolvierte er dort eine Ausbildung zum Sozialversicherungsfachangestellten und leistete seinen Grundwehrdienst als Sanitäter. Sein anschließendes Studium der Verwaltungswirtschaft in Kassel schloss er als Diplom-Verwaltungswirt ab.
Reinecke betreibt seit 2002 in Wesseln (Bad Salzdetfurth) ein Ladenlokal für den Verkauf von Antiquitäten. Sein Spezialgebiet sind Exponate aus den 1950er, 1960er und 1970er Jahren. Einem größeren Publikum wurde er mit seinen Auftritten in folgenden Fernsehsendungen bekannt:
- 2010, 2013: Die große Reportage (RTL)
- 2011, 2014, 2016: Abenteuer Leben: Lost & Sold (Kabel eins)
- 2012–2014: Der Trödeltrupp (RTL II)
- 2013: Mitten im Leben (RTL)
- 2014–2015: Der große Haushaltscheck (WDR)
- 2014: K1 Magazin Spezial: Ein Dorf räumt auf (Kabel eins)
- 2017: SUPER.MARKT (rbb)
- 2017: Das Trödel-Duell (RTL II)
- 2018–2021: Die Superhändler – 4 Räume, 1 Deal (RTL)
- 2020: Ich bin ein Star – Holt mich hier raus! (RTL)
- 2020: Kitsch oder Kasse, 4 Folgen (RTL)
- 2022: Ich bin ein Star – Holt mich hier raus! Die große Dschungelparty (RTL)

Reineckes „Markenzeichen“ sind seine langen Haare und seine Kleidung im Stil der 1970er Jahre. Er ist verheiratet, seit 2013/14 getrennt lebend und Vater zweier Söhne. Er lebt in Bad Salzdetfurth in einem Wohnwagen.